# 法帖
法帖（ほうじょう）とは、書道において紙に筆と墨で書かれた書蹟のうち、保存・鑑賞・学書用に供するために仕立てられたもののこと。ほとんどの場合中国の書蹟に用いられる語である。
多くは本人が制作したものではなく、後から紙をつなぎ合わせるなどの加工を行ったり、模写・複製などを行って制作したものである。また俗にはある程度の分量を持った近世以前の書蹟をこう称することもある。

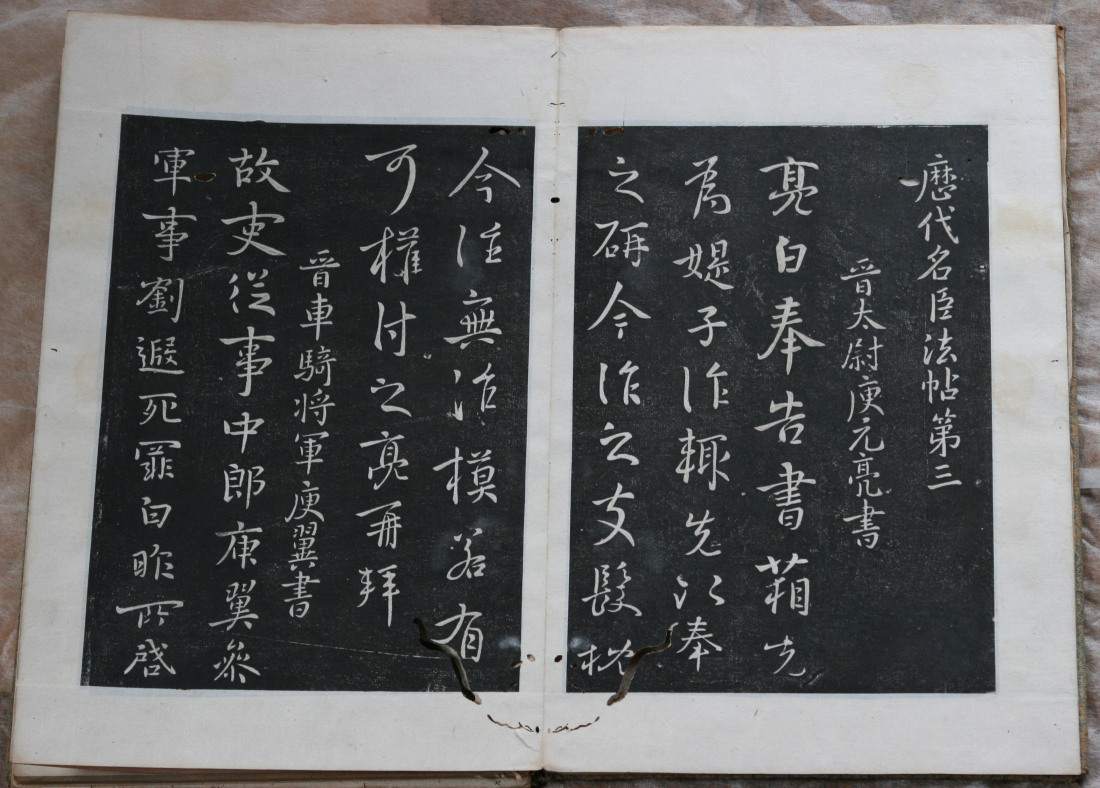
淳化閣帖

## 概要
書道を学ぶ、特に臨書の際は、手本となる書蹟が必要である。
日本の書蹟は多くの場合、鑑賞や作品・文献模写を目的とし、学書と比較的近いのに対し、中国、特に唐より前の多くの書蹟は、書道の作品ではなく別の用途をもって書かれたものであった。例えば王羲之の「蘭亭序」は詩集の序文であったし、「十七帖」は尺牘である。また顔真卿の「祭姪文稿」は追悼文、「祭伯文稿」は報告文、「争坐位文稿」は上奏文のそれぞれ草稿である。
また作品として制作されたものでも、非常に大きいなど体裁が学書に向かないことが多い。このような書蹟を個々の手許で学書に供するために、複写して適宜大きさなどを調整し、学書や鑑賞に向くように制作されたものを「法帖」と呼ぶ。

## 手法による分類
以下、手法による法帖の分類を述べる。多く「～本」と呼ばれることが多い。
真蹟
本物の書蹟。ただし多くの場合後世に裏打ちが行われたり、巻子から折帖などへと装丁が変更されていることが多い。法帖の中では極めて少なく貴重である。
模書
真蹟の上に紙を敷き、直接なぞり書きしたもの。一番原始的な方法であるが、法帖の制作よりも学書のために用いられる方が多かったと見られている。
臨模
真蹟を横において臨書し模写したもの。真蹟を書いた人物に匹敵する手腕が要求されるため、この制作法による法帖は数があまりない。
搨模（とうも）
真蹟に紙をかぶせて輪郭のみを写し取り、後からその中を黒く塗るという「双鉤塡墨」の方法で模写したもの。あまり高等な技術を必要とせず、極めれば真蹟そっくりの模写を行うことも可能。六朝時代に開発され、北宋代に入る直前まで広く用いられた。
模刻
石に書蹟を転写し、彫りつけて拓本を採るという手法で制作されたもの。拓本であるため白黒が逆転する。北宋代以降多用され、清代に乱用の弊害に対する批判の噴出と印刷術の発達により衰退するまで、法帖制作の主流であった。

## 形態による分類
以下、形態による法帖の分類を述べる。このような分類が出来たのは模刻発生以降のことであり、以下の説明も模刻を前提に述べる。
単帖
1人の書家の、1つの書蹟を模刻したもの。有名な書蹟の場合、複数の単帖が存在することも少なくない。
専帖
1人の書家の作品を集めて模刻したもの。王羲之の「十七帖」をはじめとする尺牘集などがこれにあたる。
集帖
複数の書家の作品を集めて模刻したもの。北宋代の『淳化閣帖』をはしりとして多く制作されたが、真偽が疑わしい法帖が紛れ込むことが多い。

## 歴史
模刻も参照のこと

### 六朝から唐代
「法帖」の原形は、既に六朝時代に出来上がっていたと見られている。
この時代、東晋の王羲之・王献之親子が行書と楷書を芸術的に完成させ、「書聖」と讃えられた彼らの書法は多くの書家の理想となった。
その中で法帖が生まれた。当初は模書や臨模によったが、高度な技術を要するために搨模が編み出された。初学者でも方法さえ学べば可能で、極めれば真蹟に迫る模写が出来るとあって、多くの法帖が作られた。

### 北宋から明代
搨模も手写であることには変わりなく、より効率的な方法として模刻が登場した。技法は唐時代後期から存在したが、南唐ではこの手法を用いて集帖『昇元帖』を作ったといわれる。これは南唐を征服した北宋へ受け継がれた。
北宋代は書蹟の蒐集・鑑定が流行り、研究も盛んに行われた。朝廷においても太祖や太宗が書の蒐集を好み、模刻を用いて淳化3年（992年）、王羲之を中心とする集帖『淳化閣帖』全10巻を編纂した。
この影響は大きく、模刻が法帖制作の主流となった。『淳化閣帖』は下賜品として極少数制作されたのみなので、これ自体の模刻が頻繁に行われた。また『淳化閣帖』を増補したり修正した法帖も編纂された。収集家がコレクションを模刻する法帖は北宋代末期から行われていたが、明代中期から清代に盛行し、商業出版まで行われた。王羲之などの古い時代の書ばかりではなく、南宋以降には同時代の書の法帖も制作された。明代末期には、董其昌のような有名人の書は生前に刻された例も多い。

### 清代以降
清代には、乾隆帝による「三希堂帖」(1747)を頂点にして「快雪堂帖」、「経訓堂帖」など多数の法帖が刊行された。清代後期には、阮元が「北碑南帖論」を著し、北魏の碑文の書が法帖に収録された書よりも優れていると主張した。李文田の蘭亭序偽作説もこのころ書かれた。評価が相対的に低くなったとはいえ、「昭代名人尺牘」（清時代の有名人の手紙集）「小倦遊閣草書」（包世臣の書）など同時代の師や先輩の書の法帖の制作も盛んであり、量的には明時代より多くの法帖が制作され現存している。最後の大規模な集帖は、裴景福の壮陶閣帖36巻(1911)・壮陶閣続帖13巻(1922)である。また、江戸時代の日本にも多量に輸入され、唐様書道の手本になった。
現在において清代の法帖の評価が低いのは、法帖の原本もしくはその類品の墨跡を写真版で観られるようになったためである。拓本から重刻した法帖は存在価値がなくなった。また、阮元等が主張したように、度重なる模写と重刻によって原本から遠ざかったことも大きい。
写真製版による印刷技術の普及によって、法帖制作は1928年頃にはほとんど行われなくなった。

## 碑との関係
本来「法帖」は紙に筆と墨で書かれた書蹟を模写したものを指し、碑は「碑版」、その拓本を法帖仕立てにしたものは「碑帖」と呼ばれて明確に区別されていた。
しかし元の書蹟が碑であるだけで、実際に使用される際の媒体や制作過程が法帖と一緒であるため、現在は同列視され、「法帖」の中に含めたり、並列して「碑版法帖」と呼ぶことがある。略して「碑帖」ともいうこともある。